# Mark McLaughlin
Mark McLaughlin (Greenock, 2 dicembre 1975) è un ex calciatore scozzese di ruolo difensore.
In carriera ha giocato nel campionato scozzese, collezionando 80 presenze in Scottish Premiership, la massima serie, con l'Hamilton Accies e 141 presenze in Scottish Championship, la seconda serie, col Clyde, con l'Hamilton Accies, il Greenock Morton e il Dumbarton.